# 仏生山町
仏生山町（ぶっしょうざんちょう）は、香川県香川郡にあった町。現在の高松市の仏生山地区にあたる。

## 人口
| \| 1920年（大正9年） \| 3,616人 \| \| \| 1925年（大正14年） \| 3,883人 \| \| \| 1930年（昭和5年） \| 4,256人 \| \| \| 1935年（昭和10年） \| 4,229人 \| \| \| 1940年（昭和15年） \| 4,124人 \| \| \| 1947年（昭和22年） \| 6,090人 \| \| \| 1950年（昭和25年） \| 5,932人 \| \| \| 1955年（昭和30年） \| 5,738人 \| \| |         |  |
| 総務省統計局 / 国勢調査（1955年） |         |  |
| 1920年（大正9年） | 3,616人 |  |
| 1925年（大正14年） | 3,883人 |  |
| 1930年（昭和5年） | 4,256人 |  |
| 1935年（昭和10年） | 4,229人 |  |
| 1940年（昭和15年） | 4,124人 |  |
| 1947年（昭和22年） | 6,090人 |  |
| 1950年（昭和25年） | 5,932人 |  |
| 1955年（昭和30年） | 5,738人 |  |

## 歴史
法然寺の前身として1207年（建永2年）小松庄生福寺が建てられ、それから461年後の1668年に松平頼重が生福寺跡を仏生山来迎院法然寺として復興させ門前町としての歴史が始まる。この時寺の名前の冠文字からこの門前町を仏生山とした。その後仏生山を含むこの地域は百相村（自然村）と呼ばれるようになり、1890年（明治23年）2月15日の町村制施行時には隣接する出作村の一部と合併し、新百相村（行政村）が発足した。1898年（明治31年）2月11日には町制を施行、改称し、仏生山町となる。1926年（大正15年）12月21日には琴平電鉄（現・ことでん琴平線）の開通に伴い仏生山駅が開業、1929年（昭和4年）11月12日には塩江温泉鉄道が開通し、塩江線廃止まで始発駅として賑わう。1945年（昭和20年）の太平洋戦争での戦災も無く、その後1956年（昭和31年）9月30日に高松市に合併。

### 年表
- 1668年（寛文8年） - 高松藩初代藩主松平頼重が旧生福寺跡に仏生山来迎院法然寺を創建。
- 1890年（明治23年）2月15日 - 自然村である香川郡百相村（もまいむら）並びに出作村（しゅっさくむら）の一部の区域を以って町村制を施行し、行政村の香川郡百相村成立。
  - 大字無し。ただし旧・出作村の部分は乙、旧・百相村の部分は甲として区別された。
- 1898年（明治31年）2月11日 - 町制施行、改称し、仏生山町となる。
  - 百相村立尋常小学校が仏生山町立仏生山尋常小学校に改称。
- 1926年（大正15年）12月21日 - 琴平電鉄（現・ことでん琴平線）開通。町内には仏生山駅が開業。
- 1929年（昭和4年）11月12日 - 仏生山駅を起点に塩江温泉鉄道（後に琴平電鉄塩江線）開通。
- 1941年（昭和16年）5月10日 - 琴平電鉄塩江線が不要不急線に指定されたことによる太平洋戦争への資材供出に伴い廃止。
- 1947年（昭和22年）4月1日 - 仏生山町立仏生山中学校が開校。仏生山小学校の高等科を移行する形で小学校に併設。
- 1956年（昭和31年）9月30日 - 高松市に合併（高松市第5次合併）。この区域を以って高松市仏生山地区成立。
  - 高松市仏生山出張所が開所。
  - 仏生山町立仏生山小学校が高松市立仏生山小学校に改称。
  - 仏生山町立仏生山中学校が高松市立仏生山中学校に改称。

高松市編入以後は「仏生山」を参照